# Équipe cycliste Synergy Baku Project

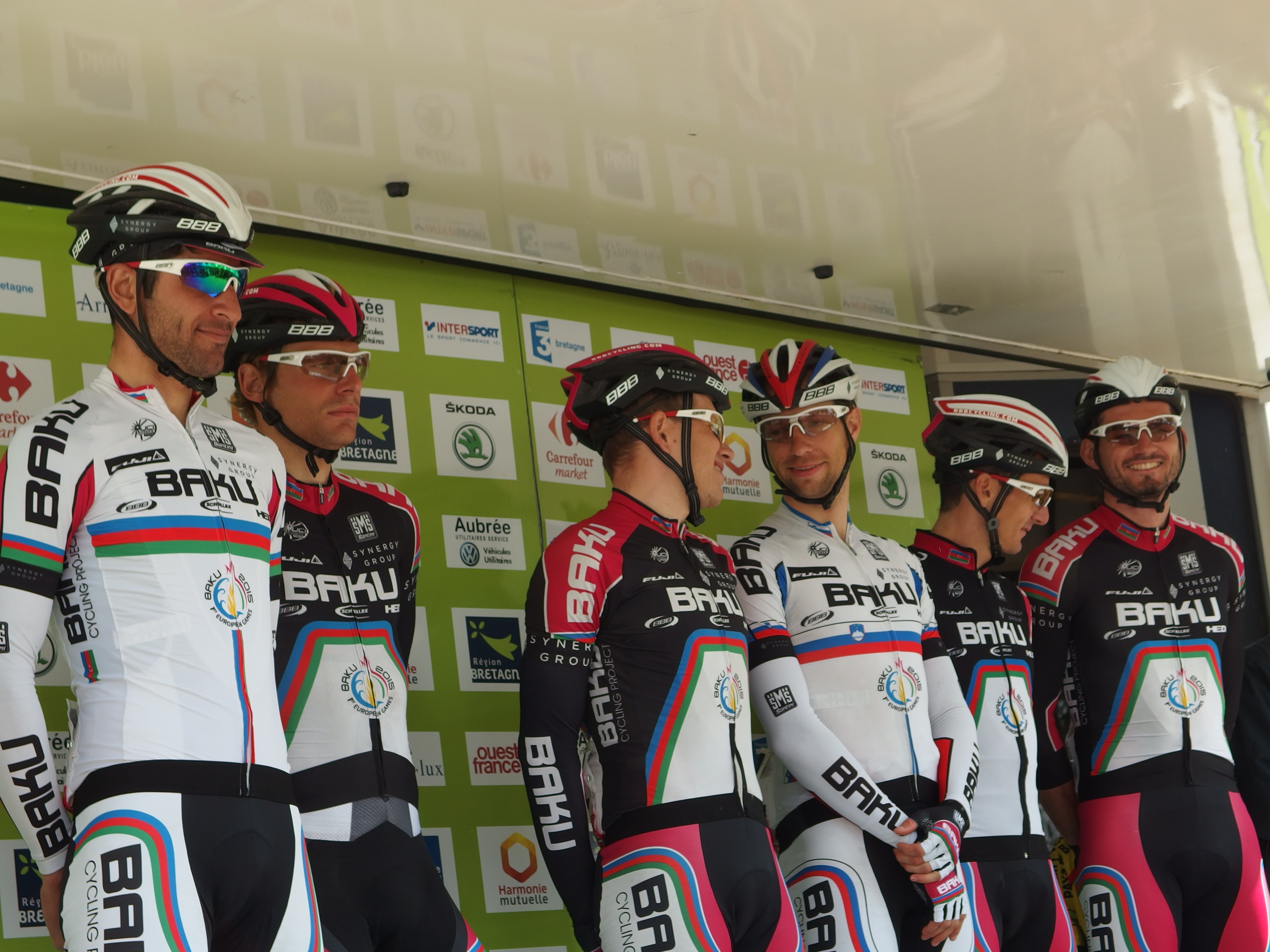
L'équipe en 2015

L'équipe cycliste Synergy Baku Project est une équipe cycliste basée à Bakou en Azerbaïdjan. Elle a le statut d'équipe continentale durant son existence entre 2013 et 2018. Elle a pour directeur sportif l'ancien coureur professionnel Jeremy Hunt. Elle est sponsorisée par Synergy Group.

## Dopage
En février 2015, Alexandr Pliuschin est suspendu par son équipe Synergy Baku en raison d'un contrôle positif au salbutamol. Le test positif a lieu lors du Sharjah International Cycling Tour en novembre 2014, une course où il a remporté le général et deux étapes. L'UCI le suspend pour neuf mois et lui retire ses victoires.
En juillet 2017, l'UCI suspend Matija Kvasina en raison d'un contrôle positif à un stimulant, le Molidustat, lors de sa récente victoire sur la Flèche du Sud. Il est suspendu 4 ans, jusqu'au 2 juillet 2021 et perd tous ses résultats obtenus à partir du 24 mai 2017.
Le 23 août 2017, Kirill Pozdnyakov est suspendu jusqu'au 6 décembre 2017. Il a été contrôlé positif au méthylphénidate (un stimulant utilisé entre autres pour réduire l'appétit) le 7 avril, lors de la 1re étape du Tour du Maroc qu'il a remporté. Dans la période après le contrôle antidopage, il a gagné une autre étape au Maroc, puis une étape et le classement général du Tour d'Azerbaïdjan. Il perd le bénéfice de tous ses résultats obtenus depuis le 7 avril.

## Principales victoires

### Courses d'un jour
- Omloop der Kempen : Luke Davison (2014)
- Poreč Trophy : Maksym Averin (2014) et Matej Mugerli (2016)
- Grand Prix Alanya : Kirill Pozdnyakov (2018)

### Courses par étapes
- Tour de Chine : Kirill Pozdnyakov (2013)
- Istrian Spring Trophy : Markus Eibegger (2015)
- Tour de Croatie : Matija Kvasina (2016)
- Tour de Serbie : Matej Mugerli (2016)
- Tour de Szeklerland : Kirill Pozdnyakov (2016)

### Championnats nationaux
- Championnats d'Azerbaïdjan sur route : 14
  - Course en ligne : 2013 (Samir Jabrayilov), 2014 (Elchin Asadov), 2015, 2016 (Maksym Averin) et 2017 (Elgün Alizada)
  - Contre-la-montre : 2013, 2014, 2016, 2017 (Elchin Asadov), 2015 (Maksym Averin)
  - Course en ligne espoirs : 2015 et 2016 (Samir Jabrayilov)
  - Contre-la-montre espoirs : 2015 et 2016 (Samir Jabrayilov)
- Championnats de Croatie sur route : 3
  - Course en ligne : 2017 (Josip Rumac)
  - Contre-la-montre : 2016 (Matija Kvasina)
  - Course en ligne espoirs : 2016 (Josip Rumac)
- Championnats de Grèce sur route : 3
  - Course en ligne : 2016 (Ioánnis Tamourídis)
  - Contre-la-montre : 2015 et 2016 (Ioánnis Tamourídis)
- Championnats d'Ukraine sur route : 1
  - Course en ligne : 2018 (Oleksandr Polivoda)

## Classements UCI
L'équipe participe aux circuits continentaux et principalement à des épreuves de l'UCI Asia Tour. Les tableaux ci-dessous présentent les classements de l'équipe sur les différents circuits, ainsi que son meilleur coureur au classement individuel.
UCI Africa Tour
| Saison | Classement par équipes | Meilleur coureur au classement individuel |
| ------ | ---------------------- | ----------------------------------------- |
| 2014   | 23e                    | Jan Sokol (176e)                          |
| 2017   | 17e                    | Kirill Pozdniakov (56e)                   |

UCI Asia Tour
| Saison | Classement par équipes | Meilleur coureur au classement individuel |
| ------ | ---------------------- | ----------------------------------------- |
| 2013   | 4e                     | Kirill Pozdnyakov (8e)                    |
| 2014   | 25e                    | Maksym Averin (114e)                      |
| 2015   | 29e                    | Matej Mugerli (90e)                       |
| 2017   | 71e                    | Elchin Asadov (205e)                      |

UCI Europe Tour
| Saison | Classement par équipes | Meilleur coureur au classement individuel |
| ------ | ---------------------- | ----------------------------------------- |
| 2013   | 45e                    | Rico Rogers (225e)                        |
| 2014   | 43e                    | Maksym Averin (276e)                      |
| 2015   | 23e                    | Maksym Averin (70e)                       |
| 2017   | 34e                    | Kirill Pozdnyakov (139e)                  |

UCI Oceania Tour
| Saison | Classement par équipes | Meilleur coureur au classement individuel |
| ------ | ---------------------- | ----------------------------------------- |
| 2014   | 9e                     | Daniel Klemme (32e)                       |

## Synergy Baku Project en 2017

### Effectif
| Effectif 2017                              | Effectif 2017     | Effectif 2017 | Effectif 2017                    |
| Cycliste                                   | Date de naissance | Pays          | Équipe précédente                |
| ------------------------------------------ | ----------------- | ------------- | -------------------------------- |
| Elgün Alizada                              | 20 avril 1996     | Azerbaijan    |                                  |
| Elchin Asadov                              | 12 février 1987   | Azerbaijan    | Specialized Concept Store (2012) |
| Enver Asanov                               | 25 octobre 1994   | Azerbaijan    |                                  |
| Maksym Averin                              | 28 novembre 1985  | Azerbaijan    | Atlas Personal-Jakroo (2013)     |
| Kanan Gahramanli                           | 9 juillet 1997    | Azerbaijan    |                                  |
| Ismail Iliasov                             | 2 août 1994       | Azerbaijan    |                                  |
| Samir Jabrayilov                           | 7 septembre 1994  | Azerbaijan    |                                  |
| Tarlan Mammadov                            | 6 avril 1997      | Azerbaijan    |                                  |
| Musa Mikayilzade                           | 16 juin 1998      | Azerbaijan    |                                  |
| Kirill Pozdnyakov                          | 20 janvier 1989   | Azerbaijan    | RusVelo (2015)                   |
| Josip Rumac                                | 26 octobre 1994   | Croatie       | Adria Mobil (2015)               |
|                                            |                   |               |                                  |
| Sources : ProCyclingStats Cycling Archives |                   |               |                                  |

### Victoires
| Victoires | Victoires                  | Victoires | Victoires | Victoires         | Victoires |
| Date      | Course                     | Pays      | Classe    | Vainqueur         |           |
| --------- | -------------------------- | --------- | --------- | ----------------- | --------- |
| 7 avr.    | 1re étape du Tour du Maroc | Maroc     | 2.2       | Kirill Pozdnyakov |           |
| 10 avr.   | 4e étape du Tour du Maroc  | Maroc     | 2.2       | Kirill Pozdnyakov |           |

## Saisons précédentes
- Synergy Baku Project en 2015
- Synergy Baku Project en 2016